# SN 1968D
SN 1968D – supernowa typu II odkryta 29 lutego 1968 roku w galaktyce NGC 6946. W momencie odkrycia miała maksymalną jasność 13,50m.